# Аба-Сава
Аба-Сава (также известная как Абасава, Аба-Сово, Абас-Оба) — упразднённое село на территории Кюринского округа Дагестанской области Российской Империи. В XVII — конце XVIII века являлось центром небольшого полунезависимого горско-еврейского образования, существовавшего в рамках Сефевидского Дагестана. Селение прекратило существование в начале XIX века.

## География
Аба-Сава находилось примерно в 10 км к югу от Дербента, вблизи Каспийского моря и села Джалган. Эта местность была известна как Джухуд-Ката или Джугьут-Катта, что в переводе с тюркских языков означает «Еврейская долина». Аба-Сава была крупнейшим поселением в этой долине и служила духовным центром местной горско-еврейской общины.
К югу от Дербента находился регион, известный как Улусский магал административно входивший в состав Дербентского ханства. На его территории располагались, в частности, селения Нюгди и Аба-Сава, населённые преимущественно (а в отдельные периоды исключительно) горскими евреями. В ряде других населённых пунктов региона также существовали еврейские кварталы.
Согласно сведениям еврейского путешественника Иуды Чёрного, местные мусульмане сообщали, что горские евреи, проживавшие в Аба-Саве, занимались земледелием, садоводством, виноградарством и рыболовством.

## История
Аба-Сава была основана около 1630-х годов, когда значительная община горских евреев была вынуждена покинуть Дербент вследствие политических и религиозных волнений. Большинство изгнанных евреев поселились в районе примерно 10 км к югу от города, где основали поселение Аба-Сава. В этом районе также располагалась так называемая «Еврейская долина» (Джухуд-Ката), населенная преимущественно горскими евреями. Самая старая известная могила на местном кладбище, обнаруженная еврейским путешественником Иудой Чёрным, датируется 1687 годом. Эта находка подтверждает продолжительность проживания еврейской общины в этом регионе ([И. Чёрный, 1840]; [С. Гельберг, 1925]).
Поселение Аба-Сава вероятно было основано в период правления персидского шаха Аббаса I (1571–1629), который был известен своей политикой переселения различных этнических и религиозных общин, включая еврейские. Под его руководством было создано несколько еврейских поселений, таких как Рукель, для укрепления контроля над стратегическими регионами Кавказа и укрепления позиций Сефевидов в этом регионе ([С. Гельберг, 1925]). Название «Аба-Сава» может происходить от «Аббасовское», что, вероятно, связано с именем шаха, являвшегося инициатором переселений евреев в эти области. Это название может отражать не только его политическое влияние, но и распространение еврейских общин на территории, находившейся под контролем Сефевидов ([И. Чёрный, 1840]; [С. Семёнов, 1904]).
Аба-Сава быстро росла. Во время гонений на евреев со стороны персидского правителя Надир-шаха (1688–1747), который в 1743 году уничтожил деревню Рустов на территории современного Азербайджана, а также другие еврейские поселения, местная община Аба-Савы продолжала существовать. По свидетельствам историков, после этих событий многие евреи, спасшиеся от преследований, мигрировали в более безопасные районы, в том числе в Аба-Саву ([И. Чёрный, 1840]; [С. Гельберг, 1925]).
Ханы Дербента, Фатали-хан (1736–1789) и его сын Шейх Али-хан (1778–1822), были известны своей поддержкой еврейских жителей Аба-Савы. Фатх-Али-хан официально предоставил общине права на земли Аба-Савы, закрепив их притязания. Жители Аба-Савы занимались выращиванием марены — растения, использовавшегося для получения красной краски, которая применялась для окрашивания нитей в ковроткачестве, а также для шелковых и хлопчатобумажных тканей. Это занятие являлось важной частью экономики региона, особенно в контексте местной торговли и ремесел ([С. Семёнов, 1904]).
Во время правления Фатх-Али-хана (1758–1789) возник земельный спор между горскими евреями Аба-Савы и соседней лезгинской деревней. Фатх-Али-хан лично рассмотрел это дело, вынеся решение в пользу евреев и выдав акт купли-продажи спорной земли. По словам Иуды Чёрного, этот документ с подписью хана, подтверждающий, что земля была предоставлена еврейской общине навечно, был сохранён старейшинами Дербентской еврейской общины. Этот акт подтверждает юридическое признание прав горских евреев на землю и укрепление их положения в регионе ([И. Чёрный, 1840]; [С. Гельберг, 1925]).
Фатх-Али-хан также разрешил горским евреям из разрушенной деревни Рустов, расположенной недалеко от современной Губы в Азербайджане, переселиться в Аба-Саву. В результате многие евреи из Рустова переселились в Аба-Саву в 1760-х годах. Это переселение свидетельствует о политической и социальной поддержке, оказанной ханов Дербента еврейским общинам, а также об их важной роли в экономике и общественной жизни региона ([С. Семёнов, 1904]).
Считается, что евреи из деревни Шудуг, расположенной примерно в 8 км к югу от Рустова, также переселились в Аба-Саву, за исключением тех, кто остался и принял ислам. Интересно, что часть нынешнего мусульманского населения Шудуга принадлежит к тукхуму (клану), известному как израэлиты, что может свидетельствовать о еврейском происхождении. Этот факт подчёркивает сложные исторические и социальные связи между горскими евреями и местными этническими группами ([С. Гельберг, 1925]; [И. Кушнир, 1990]).
В 1799 году правитель Дербента и Кубы Шейх-Али-хан заявил о своей верности Российской империи и принял её подданство. Сурхай-хан (1744–1826), правитель Газикумухского ханства, расценил этот шаг как предательство. В ответ его войска вторглись в Дербент и затем атаковали Аба-Саву, что стало частью широкой политической и военной борьбы в Кавказском регионе в этот период ([И. Чёрный, 1840]; [И. Кушнир, 1990]).
В своём романе «Маковая тропа» писатель Михаил Дадашев описывает это событие следующим образом:

Злодейское нападение на Аба-Саву, совершённое одним из правящих феодалов Дагестана, было спровоцировано царским генералом графом Валерианом Зубовым (1771–1804) — братом Платона Зубова (1767–1822), последнего фаворита Екатерины II.

Это произошло в 1796 году, во время русской-персидской войны 1796 года под предводительством Зубова, направленного на захват и присоединение Дербента. Кампания Зубова имела целью укрепить власть Российской империи на Кавказе и подавить сопротивление местных правителей, в том числе Сурхай-хана, правителя Газикумухского ханства ([С. Гельберг, 1925]; [Я. Розен, 1987]).
Согласно историческим свидетельствам, в 1799 году Сурхай-хан возглавил внезапное ночное нападение на Аба-Саву. После жестокого боя, в котором погибло около 160 защитников, его войска казнили всех пленных мужчин, сравняли с землёй селение и захватили женщин и детей как трофей войны ([И. Кушнир, 1990]; [С. Семёнов, 1904]).
Иуда Чёрный писал о резне следующее:

В один из пасхальных дней, многие мужчины из Аба-Савы отправились на рыбалку. Когда они вернулись, то обнаружили опустошение: все дома были сожжены, во дворах лежали трупы. Женщины, дети и старики были заколоты кинжалами, как животные; многие были изуродованы саблями и пиками, другие обезглавлены. Среди убитых живые дети кричали от ужаса ([И. Чёрный, 1840]).

Воины Сурхай-хана захватили около 150 человек из Аба-Савы, включая сестру старика, который рассказал Иуде Чёрному о трагедии. Выжившие жители, которым удалось бежать в Дербент, были спасены.
Шейх-Али-хан, правитель Дербента, выделил землю в городе для беженцев из числа горских евреев. Он также потребовал, чтобы Сурхай-хан вернул евреев, взятых в плен. Однако не все они вернулись — многие были проданы в рабство, а другие убиты ([С. Гельберг, 1925]; [С. Семёнов, 1904]).
Иуда Чёрный, который позже посетил место, где когда-то стояла Аба-Сава, писал, что от поселения остались только руины. Это свидетельствует о полной утрате общины и разрушении поселения как следствие войн и насилия того времени ([И. Чёрный, 1840]; [Я. Розен, 1987]).
Это ознаменовало конец поселений горских евреев в так называемой «Еврейской долине». Выжившие евреи, которым удалось бежать, скрывались и в конечном итоге нашли убежище в Дербенте, под защитой местного правителя Фатх-Али-хана, чьи владения простирались до города Губа ([С. Гельберг, 1925]; [Я. Розен, 1987]).
Таким образом, разрушение Аба-Савы привело к возрождению еврейской общины в Дербенте. В течение многих лет евреи Дербента продолжали хоронить своих умерших на кладбище Аба-Савы. Последнее надгробие, обнаруженное Иудой Чёрным, датируется 1827 годом ([И. Чёрный, 1840]).
После смерти Фатх-Али-хана его преемник Шихали-хан предоставил евреям равные права с мусульманами в Дербенте. Им был предоставлен статус постоянных жителей, и им было разрешено селиться в центре города. В результате у южной стены города возник горно-еврейский квартал, известный как Узкая улица (гор.-евр. Тенге-махале) ([И. Кушнир, 1990]; [С. Семёнов, 1904]).
Русский этнограф и этнолог Илья Анисимов датирует разрушение Аба-Савы 1800 годом. Он отмечает, что выжившие горские евреи переселились в Дербент, каждый из которых купил землю для строительства собственного дома. По словам Анисимова, эта земля — размером в 250 десятин — была признана еврейской собственностью. Однако во времена мюридизма (восстания под руководством имама Шамиля) земля была конфискована. Хотя евреи сохранили юридические документы, подтверждающие право собственности, и местные мусульмане признали законное еврейское владение землёй, Анисимов отмечает, что земля так и не была возвращена, даже после окончания Кавказской войны ([И. Анисимов, 1874]; [С. Гельберг, 1925]).
Число горских евреев, переживших разрушение Аба-Савы, можно оценить на основе переписи 1810 года, которая зафиксировала 166 мужчин-евреев, проживающих в Дербенте. Хотя число женщин не было задокументировано, предполагается, что в общей сложности выжило около 250 евреев. Учитывая, что при обороне села погибло 160 человек, а около 150 человек были взяты в плен, можно сделать вывод, что до его разрушения в Аба-Саве проживало не менее 600 горских евреев ([С. Семёнов, 1904]; [И. Кушнир, 1990]).
После разрушения Аба-Савы раввинский центр, а также часть выживших членов общины, переселились в Дербент, который стал новым религиозным и культурным центром для горских евреев региона.
По свидетельству Иуды Чёрного и другим историческим данным, именно в Дербенте в начале XIX века начала формироваться новая раввинская традиция горских евреев.

## Известные люди
Сохранилось несколько пиютов (литургических поэм), написанных на иврите поэтом Элишой бен Шмуэлем а-Катаном, который проживал в Аба-Саве, предположительно в XVIII веке. Иуда Чёрный опубликовал три из этих произведений, обнаруженных им во время путешествий по Дагестану и Кавказу.
Также известно, что в Аба-Саве жил теолог Гершон Лала бен Моше Накди, автор комментариев к Йад ха-хазака Маймонида. Его деятельность датируется XVIII веком.
Кроме того, в Аба-Саве был создан каббалистический труд Кол Мевассер («Голос Посланника»), автором которого является Маттатья бен Шмуэль ха-Коэн Мизрахи, выходец из Шемахы — города на территории современного Азербайджана. Этот труд представляет интерес для изучения влияния лурианской каббалы на еврейскую мысль горских евреев.